# 1690 az irodalomban
Az 1690. év az irodalomban.

## Események
- október 5. – Rómában Krisztina svéd királynő környezetéhez tartozó írókból Accademia dell’Arcadia néven irodalmi akadémia alakul, célja a költészet ápolása és az irodalmi ízlés javítása. Egyik alapítója Giovanni Mario Crescimbeni költő, kritikus.

## Új művek
- John Locke értekezése: Two Treatises of Government (Két értekezés a kormányzatról).

## Születések
- augusztus – Mikes Kelemen író, műfordító, II. Rákóczi Ferenc titkára, kamarása († 1761)

## Halálozások
- május 15. – Eberhard Werner Happel német író, a 17. század utolsó évtizedeinek egyik népszerű regény- és történetírója (* 1647)